# Damnatio memoriae

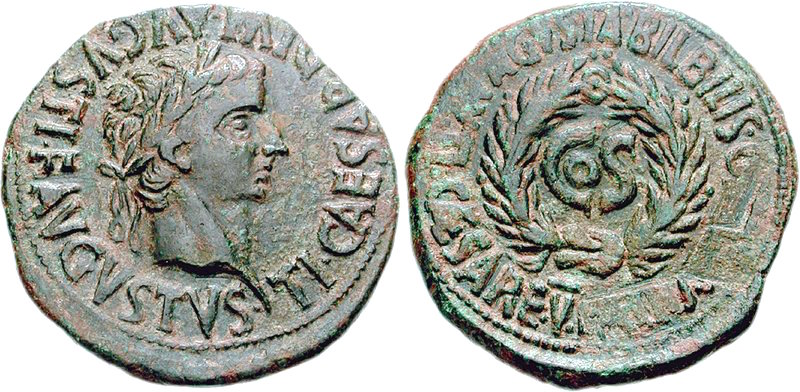
Lucius Aelius Seianus nevét a damnatio memoriae következtében törölték ki az eredetileg az ő konzulságát jelölő érmékről.

A damnatio memoriae egy latin kifejezés a szakrális büntetésre, amelynek szó szerinti jelentése: „az emlékezet elátkozása” (azaz kitörlése). Ez a fajta büntetés megtiltja az elátkozott személy megemlékezését. A nyilvánvalóan mágikus gyökerekkel bíró eljárás haláluk után érte azokat, akiket a közösség haragja életükben nem érhetett utol. (Megtörtént az ilyesmi például a rossz emlékezetű császárokkal haláluk után vagy nem uralkodókkal, mint Crispus.) Az emlékezetből való eltávolítás, azaz az emlékek (szobrok, feliratok) eltávolítása az uralkodó halála után történhetett meg, s csak abban az esetben, ha az utána következő uralkodó vagy a senatus úgy döntött, hogy az illető ezt megérdemelte. Ha így döntöttek, akkor beolvasztották vagy átalakították a szobrait, kivakarták a feliratokról a nevét a létezése afféle szimbolikus eltörléseként. Ez a közösségi elátkozása valaki emlékének viszonylag ritka esemény volt.
Hasonló eljárásról, bár kevésbé szakrális körülmények között, az ókori Egyiptomból van tudomásunk: uralkodók az általuk nem kedvelt elődök nevét rendszeresen kivakartatták a feliratokon, falakon. Egy kevésbé híres, de a damnatio memoriae ismérveinek megfelelő példa a „kiáltó múmia”.
Hatsepszut fáraónő esetében az indokot nem sikerült megfejteni, viszont az ő emlékének eltörlése kudarcba fulladt. 